# Старая машина
«Старая машина» — четвёртый студийный альбом «Оркестра креольского танго», записанный в 2006 году. В альбом вошли оригинально переработанные версии песен группы «Машина времени».

## Об альбоме
Альбом был записан на лейбле «Никитин» (TFN-CD-575/06). Пластинка стала четвёртой студийной для «Оркестра креольского танго», сайд-проекта Андрея Макаревича. В альбом были включены песни «Машины времени», написанные самим Макаревичем, за исключением «Музыки под снегом», соавтором которой был Александр Кутиков. По словам Макаревича, эти песни были отобраны потому, что во время записи их оригинальных версий у группы не хватило средств на достойные аранжировки. На обложке был изображён сам Макаревич на фоне заржавевшего корпуса автомобиля. Кроме музыкантов «Оркестра креольского танго» в записи приняли участие дополнительная духовая секция, ансамбль «A`Сappella ExpreSSS», а также московский джаз-бэнд под руководством Евгения Борца.

## Критика
В «Музыкальной газете» альбом порекомендовали настоящим поклонникам «Машины времени», отметив джазовые аранжировки и охарактеризовав его как «Стильно, классно, дорого».
На музыкальном сайте «Звуки.ру» альбом назвали удачным примером новой интерпретации старых песен «Машины времени». По мнению Дмитрия Бебенина, джаз-роковая аранжировка сделала песни свежее и позволила избавиться от «рутинности и даже вымученности» оригинальных композиций. Помимо джаз-рока, на новом диске встречались фолковые и свинговые аранжировки. Наилучшей композицей с альбома Бебенин назвал «Музыку под снегом» с участием Е. Борца (электропианино, электроклавесин), А. Антонова (скрипка) и С. Хутаса (контрабас).

## Список композиций
1. «Маленький город» (Андрей Макаревич)
2. «Эпоха большой нелюбви» (Андрей Макаревич, Евгений Маргулис — Андрей Макаревич)
3. «Он был старше её» (Андрей Макаревич)
4. «Мы расходимся по домам» (Андрей Макаревич)
5. «Музыка под снегом» (Александр Кутиков — Андрей Макаревич)
6. «Дай мне руку, моя душа» (Андрей Макаревич)
7. «Пони» (Андрей Макаревич)
8. «Время» (Андрей Макаревич)
9. «Картонные крылья» (Андрей Макаревич)
10. «Старые друзья» (Андрей Макаревич)
11. «Имитация» (Андрей Макаревич)
12. «Путь» (Андрей Макаревич)
13. «Старый корабль» (Андрей Макаревич)

## Участники записи
- Андрей Макаревич — вокал, гитара
- Евгений Борец — рояль, Fender Rhodes piano, клавишные
- Александр Антонов — скрипка
- Александр Бакхаус — аккордеон
- Александр Дитковский — труба
- Сергей Хутас — контрабас
- Сергей Остроумов — ударные, перкуссия

А также:
- Михаил Клягин — гитара («Jazztown Band»)
- А. Ковальчук — труба («Jazztown Band»)
- М. Савин — сопрано-саксофон («Jazztown Band»)
- Т. Некрасов — тенор-саксофон
- В. Лазерсон — волынка
- Аранжировка — Е. Борец (1—11, 13), С. Хутас (12)

## Бэк-вокал
- А. Туник — бэк-вокал («A capella expreSSS»)
- Е. Назарова — бэк-вокал («A capella expreSSS»)
- Е. Надареишвили — бэк-вокал («A capella expreSSS»)
- Э. Бериашвили — бэк-вокал («A capella expreSSS»)
- М. Коста — бэк-вокал («A capella expreSSS»)
- Запись и мастеринг — Студия на Таганке
- Режиссёр — А. Старков, программирование — Л. Каминер
- Фото на обложке — И. Веринова, фото — А. Белле, C. Черняков
- Продюсер — А. Макаревич